# Aeropuerto de Sunchales
El Aeropuerto de Sunchales, es un aeropuerto que se encuentra a 1 km hacia el sur de la ciudad de Sunchales, en la provincia de Santa Fe.

## Historia
El aeropuerto comenzó a construirse en 2006 por la cooperativa sunchalense Sancor Seguros por un valor de $1,5 millones, pero los terrenos del predio era propiedad del antiguo Aero Club de Sunchales y a Automóvil Midjet Club de dicha ciudad, que compró al terreno por un valor de $400 mil dólares.
El aeropuerto se finalizó a fines de 2007, que entre los años 2007 y 2010 recibían solo aviones menores de 8 pasajeros, pero a fines de 2010 la empresa chaqueña Aerochaco comenzó a ofrecer vuelos desde Buenos Aires con sus Jestream 31, ofrece 3 vuelos por semana.
Actualmente el aeropuerto recibe buena cantidad de pasajeros por aerochaco, pero Sancor Seguros prevé que aerochaco aumente destino desde Sunchales y que aerolíneas como Sol Líneas Aéreas o LAER tenga frecuencia a este. Durante 2012 se realizaron ampliaciones en la pista, que concluyeron en junio del mismo año, dejando la pista con 2.000 metros de largo y 30 de ancho. Junto a esta ampliación se incorporó una sala de arribos y embarque, conjuntamente con mostradores de chequeo de equipajes y una cinta transportadora, para mayor comodidad de los pasajeros. Además, se agregó sistema Wi-Fi, máquinas de café, computadoras y se le realizó mejoras a la entrada del aeropuerto, pavimentándolo y habilitando un estacionamiento para los pasajeros y acompañantes.
Con la obra realizada, el Aeropuerto Sunchales fue catalogado en la categoría 3-C (permite recibir aeronaves de mayor porte y poder tener un sistema de emergencia). Con estos cambios de incorporó un equipo de extinción de incendios, con 2.500 litros de espuma para atacar cualquier incidente que pueda tener una aeronave.

## Aerolínea y Destinos

### Aerolíneas y destinos que cesaron operaciones
- Macair Jet (Buenos Aires-Aeroparque, Villa María)
- Flyest Líneas Aéreas (Buenos Aires-Aeroparque, Santa Fe)